# 山本氏 (山城国)
山本氏（やまもとし）は、室町時代から戦国時代にかけての武家。江戸時代には地下家として今出川家の家司となっている。なお、『地下家伝』によれば、仁平年間（1151年 - 1154年）の軍功によって平姓を賜ったとされ、実際に『地下家伝』では平姓の一族として記されている。

## 概要
山本氏は、一般的には近江国浅井郡山本郷出身で、治承・寿永の乱で藤原景家を討ち取った山本義経の末裔であるとされる。ただし、『地下家伝』は摂津国河辺郡山本荘の荘司で坂上田村麻呂の子孫の坂上頼次の末裔であるとしている。
『太平記』巻一「頼員回忠事」によると、正中の変の際に、山本九郎時綱は六波羅探題に従い、土岐頼員の宿所に討ち入り、頼員の子・土岐頼兼を討ち取った。
室町幕府が成立したのちは足利氏の被官となり、明徳2年（1391年）の明徳の乱の際に、時綱の孫・山本茂尚が幕府方の武将として参戦し戦死している。
応仁元年（1467年）に応仁の乱が勃発すると、ひ孫・山本佐渡守尚親は東軍方の武将として活躍し、岩倉や醍醐だけでなく近江国・丹波国などに所領を得て、洛北岩倉村に小倉山城を築城した。
文明16年（1484年）には、細川政元の近習である香西元長が岩倉に侵入した際に尚親が撃退している。
尚親の子（山本氏の系図では三好氏からの養子とされる）・山本筑後守親資は、長享・延徳の乱で幕府方として参戦している。
永正7年（1510年）8月16日には、山本兵庫助が実相院門跡領岩倉郷内大工田を横領していたのを幕府より止められている。
大永7年（1527年）の桂川合戦では、山本佐渡守尚貞が柳本賢治・細川晴元連合軍に属し勝利している。
「九条家歴世記録」に収録された享禄2年（1529年）8月2日付の書状には山本与三郎の名前が見えるが、系図に与三郎の名前は見えない。
天文15年（1546年）10月28日には、足利義晴が派遣した細川国慶と山本修理亮実尚（系図には見えないが、一次史料が複数現存している）が戦闘し、大雲寺が全燃している。また、この際に山本某（のちに書状が確認できる実尚とは別人）が戦死している。
天文20年（1552年）には、三好長慶が岩倉に侵攻してきたため、足利義輝・細川晴元方であった尚貞の子・山本尚利は応戦したが、のちに敗北して三好方へと転じている。
永禄7年（1564年）に三好長慶が死去すると、尚利は三好三人衆に従ったが、永禄11年（1568年）に織田信長が足利義昭を奉じて上洛すると織田方へと転じ、永禄12年（1569年）1月5日に本圀寺の変が発生すると再び三人衆方へと転じている。『御湯殿上日記』によれば、永禄12年（1569年）1月4日には、山本実尚が本圀寺の変に連動して、三好三人衆配下として将軍山城を焼いている。
『御湯殿上日記』によれば、天正元年（1573年）7月21日には、明智光秀が山本対馬守（資幹）を攻めている。
尚利の子・山本石見守家正は、今出川家の家司となり、幕末までその地位を維持した。